# Данилін Дмитро Володимирович
Дмитро Володимирович Данилін (рос. Дмитрий Владимирович Данилин; 29 квітня 1983, м. Челябінськ, СРСР) — російський хокеїст, центральний нападник. Виступає за «Сариарка» (Караганда) у Вищій хокейній лізі. 
Вихованець хокейної школи «Трактор» (Челябінськ). Виступав за «Трактор» (Челябінськ), «Динамо-Енергія» (Єкатеринбург), «Зауралля» (Курган), «Кристал-Югра» (Бєлоярський), «Металург» (Сєров), «Кристал» (Саратов).